# 松田紫野
松田 紫野（まつだ　しの、2001年3月27日 - ）は、千葉県出身の女子サッカー選手。日テレ・東京ヴェルディベレーザ所属。登録ポジションはディフェンダー。

## 経歴
小学2・3年生の頃、兄の影響でサッカーを始め、柏マイティーフットボールクラブに所属。
2012年、U-12ナショナルトレセン関東に選抜。
2013年、日テレ・ベレーザの育成組織、日テレ・メニーナに所属。
2019年、東京都立国際高等学校を卒業し、同級生の黒沢彩乃、菅野奏音らと共に、日テレ・東京ヴェルディベレーザに昇格した。

### ユースカップ
2014年、松田の所属するメニーナが第18回全日本女子ユース(U-18)サッカー選手権大会優勝を果たした。この大会で松田はDFとしてベンチ入りし、2試合に途中出場した。
翌2015年の第19回大会ではフル出場を果たすも、決勝でPK戦までもつれこむ激戦の上、セレッソ大阪堺ガールズに敗北。
2016年の第20回大会以降、松田はキャプテンを任され、第20回大会では2回戦敗退、第21回大会では3位と、優勝できずにいた。松田が高校3年生時の第22回大会でもキャプテンとして全試合に出場。メニーナに4年ぶり8度目となる大会優勝をもたらした。

### 皇后杯
第37回皇后杯でメニーナは5大会ぶりの出場を果たすも、2回戦で実業団チームのノジマステラ神奈川相模原に敗れた。第38回から第40回までキャプテンを務めたが、最高戦績は第40回皇后杯の2回戦敗退で終わった。日テレ・東京ヴェルディベレーザに昇格した第41回大会では、決勝戦を除く4戦に出場。自身初となる皇后杯優勝を経験した。

### 国際大会
2016年、 U-17女子NTC招待メンバーに選出。翌年のAFC U-16女子選手権タイ2017では、キャプテンを務め、全試合フル出場を果たしたが、3位に終わった。
2018年の 2018 FIFA U-17女子ワールドカップにもキャプテンとして全試合出場。準々決勝でニュージーランドにPK戦の末敗れ、ベスト8に終わった。
AFC U-19女子選手権2019では、4試合に出場し、日本の同大会での4連覇に貢献した。

## 人物
- 血液型はO型。足の長さは25cm。[1]
- 子供の頃好きだったサッカー選手は大谷秀和、大津祐樹[1]。目標としている選手に酒井宏樹を挙げている[1][16]。
- 好きな芸能人は町田啓太、ロバートの秋山竜次、サンドウィッチマン[1]。
- ベレーザで同期かつ同級生の黒沢彩乃、遠藤純、菅野奏音とは中学生から知り合いで、仲が良い[17]。

## 個人成績

### クラブ
| クラブ               | シーズン | リーグ      | 背番号 | リーグ戦 | リーグ戦 | カップ戦 | カップ戦 | リーグ杯 | リーグ杯 | AFC  | AFC  | 合計 | 合計 |
| クラブ               | シーズン | リーグ      | 背番号 | 出場     | 得点     | 出場     | 得点     | 出場     | 得点     | 出場 | 得点 | 出場 | 得点 |
| -------------------- | -------- | ----------- | ------ | -------- | -------- | -------- | -------- | -------- | -------- | ---- | ---- | ---- | ---- |
| 日テレ・メニーナ     | 2015     | —           | 11     | —        | —        | 1        | 0        | —        | —        | —    | —    | 1    | 0    |
| 日テレ・メニーナ     | 2016     | —           | 6      | —        | —        | 1        | 0        | —        | —        | —    | —    | 1    | 0    |
| 日テレ・メニーナ     | 2017     | —           | 6      | —        | —        | 1        | 0        | —        | —        | —    | —    | 1    | 0    |
| 日テレ・メニーナ     | 通算     | 通算        | 通算   | 0        | 0        | 3        | 0        | 0        | 0        | 0    | 0    | 3    | 0    |
| 日テレ・ベレーザ     | 2018     | なでしこ1部 | 24     | 0        | 0        | 0        | 0        | 3        | 0        | —    | —    | 3    | 0    |
| 日テレ・ベレーザ     | 2019     | なでしこ1部 | 13     | 3        | 0        | 4        | 1        | 9        | 0        | 3    | 0    | 19   | 1    |
| 日テレ・東京ベレーザ | 2020     | なでしこ1部 | 13     | 15       | 0        | 5        | 0        | —        | —        | —    | —    | 20   | 0    |
| 日テレ・東京ベレーザ | 2021-22  | WE          | 13     | 14       | 0        | 2        | 0        | —        | —        | —    | —    | 16   | 0    |
| 日テレ・東京ベレーザ | 2022-23  | WE          | 5      | 0        | 0        | 0        | 0        | 0        | 0        | —    | —    | 0    | 0    |
| 日テレ・東京ベレーザ | 2023-24  | WE          | 5      | 15       | 1        | 2        | 0        | 5        | 1        | -    | -    | 22   | 2    |
| 日テレ・東京ベレーザ | 2024-25  | WE          | 5      | 22       | 3        | 3        | 0        | 6        | 0        | -    | -    | 31   | 3    |
| 日テレ・東京ベレーザ | 通算     | 通算        | 通算   | 69       | 4        | 16       | 1        | 23       | 1        | 3    | 0    | 111  | 6    |
| 通算                 | 日本     | 日本        | 1部    | 69       | 4        | 16       | 1        | 23       | 1        | 3    | 0    | 111  | 6    |
| 通算                 | 日本     | 日本        | その他 | 0        | 0        | 3        | 0        | 0        | 0        | 0    | 0    | 3    | 0    |
| 総通算               | 総通算   | 総通算      | 総通算 | 69       | 4        | 19       | 1        | 23       | 1        | 3    | 0    | 114  | 6    |

1. 1 2  AFC女子クラブ選手権2019の成績

- 日本女子サッカーリーグ
  - 初出場 - 2019年9月22日 なでしこリーグ1部 第13節 浦和レッズレディース戦 (味の素フィールド西が丘)

- WEリーグ
  - 初出場 - 2021年9月12日 第1節 三菱重工浦和レッズレディース戦 (味の素フィールド西が丘)[18]
  - 初得点 - 2023年11月26日 第4節 マイナビ仙台レディース戦 (ユアテックスタジアム仙台)[18]

### 代表

#### 出場大会
- U-16日本女子代表
  - AFC U-16女子選手権2017 3位
- U-17日本女子代表
  - 2018 FIFA U-17女子ワールドカップ ベスト8
- U-19日本女子代表
  - AFC U-19女子選手権2019 優勝

## タイトル

### クラブ
- 日テレ・メニーナ
  - JFA 全日本U-18女子サッカー選手権大会: 1回 (2014)

- 日テレ・ベレーザ / 日テレ・東京ヴェルディベレーザ
  - なでしこリーグ1部: 1回 (2019)
  - 皇后杯 JFA 全日本女子サッカー選手権大会: 2回 (2019, 2020)
  - なでしこリーグカップ1部: 1回 (2019)
  - AFC女子クラブ選手権: 1回 (2019)
  - WEリーグ: 1回 (2024-25)

### 代表
- U-19日本女子代表
  - AFC U-19女子選手権: 1回 (2019)